# Drowning (film, 2019)
 (octobre 2020).
Si vous disposez d'ouvrages ou d'articles de référence ou si vous connaissez des sites web de qualité traitant du thème abordé ici, merci de compléter l'article en donnant les références utiles à sa vérifiabilité et en les liant à la section « Notes et références ».
Pour les articles homonymes, voir Drowning.
Pour plus de détails, voir Fiche technique et Distribution.
Drowning est un film dramatique américain écrit, réalisé et interprété par Melora Walters avec Mira Sorvino, Gil Bellows et Jay Mohr, sorti le 20 octobre 2019.

## Synopsis
Une mère fait face au chagrin lié au départ de son fils à la guerre en Irak où il est envoyé à Mossoul.

## Fiche technique
- Réalisation : Melora Walters
- Scénario : Melora Walters
- Photographie : Christopher Soos
- Musique : Sergio Rizzuto
- Montage : Alexis Evelyn
- Durée : 82 minutes
- Dates de sortie : 
  - 20 octobre 2019 (Festival de Rome)[1]
  - 29 octobre 2019 (Festival d'Austin)[2]

## Distribution
- Melora Walters : Rose
- Gil Bellows : Frank
- Mira Sorvino : Mary
- Jay Mohr : Henry
- Steven Swadling : Giovanni
- Sergio Rizzuto : Charlie
- Joanna Going : Catherine
- Christopher Backus : Peter
- Sarah Butler : Claire